# Гіляров Олексій Микитович
Олексій Микитович Гіляров (7 грудня 1856, Москва — 1938, Київ) — український письменник, філософ, педагог, один з організаторів та перший академік-філософ ВУАН. Син публіциста і богослова Микити Петровича Гілярова-Платонова. Батько українського мистецтвознавця, історика Сергія Гілярова, дід Меркурія Гілярова — радянського зоолога, ентомолога, академіка АН СРСР.

## Біографія
Народився в 1856 р. (за іншими даними — в 1855) в Москві. Закінчив класичне відділення історико-філологічного факультету Московського університету. Працював приват-доцентом Московського університету, читав курси Платона й Арістотеля, лекції з естетики. У 1887 р. посів кафедру філософії Київського університету. Захистив магістерську (1888 р.) та докторську (1894 р.) дисертації з філософії. В університеті викладав історію філософії, вступ до філософії, психологію, логіку, педагогіку, авторський курс «Світла й радісна філософія».
Події революції ніби не внесли помітних змін у життя мислителя. Він і далі продовжує інтенсивно працювати. Викладає в університеті, залишається професором і після перетворення його 1920 р. на Всеукраїнський інститут народної освіти. Гіляров сприймав соціалізм лише в «обмеженій формі», відзначаючи як позитивний принцип «кожному — за працею». Водночас він вважав, що соціалістичний лад «так само мало узгоджується із загальним устроєм світового життя, як і безумовна єдиноначальність. Не виправдовується цим укладом і необмежений комуністичний лад, що повним запереченням приватної власності йде всупереч із притаманною кожній істоті відокремленістю». Зрозуміло, нова влада не дуже добре ставилася до Гілярова, як і до інших «старих» інтелігентів. Показово, що в перші роки радянської влади простий робітник отримував набагато більшу платню, ніж висококваліфікований викладач. У матеріальному плані Гілярову після революції жилося дуже важко. Однак він не зважав на ці труднощі та продовжував свої філософські студії.
З початку 1920-х вчений налагоджує зв'язки зі Всеукраїнською академією наук (ВУАН). 9 березня 1922 р. він був обраний дійсним академіком ВУАН по кафедрі філософії права. Наприкінці цього ж року виступив ініціатором створення при цій кафедрі «Семінару з суспільствознавства» з трьома відділеннями — загальної соціальної філософії, соціальної психології, соціальної педагогіки. Цей семінар об'єднав під керівництвом О. Гілярова молодих філософів (серед них був В. Асмус — один із найяскравіших філософів «радянських часів»).
На початку 30-х рр.. його критикували як «буржуазного ідеаліста», а його праці після 1927 року не видавали.

## Творча діяльність
У своїх перших працях «Платонізм, як підстава сучасного світогляду, у зв'язку з питанням про завдання та долю філософії» (М., 1887) і «Значення філософії» (Київ, 1888) Гіляров, під впливом вивчення історії філософії, виявляє негативне ставлення до філософії як науки й бачить у ній «викликану прагненням нашого духу до вищої єдності спробу примирити дві ворожі вічно в нашому житті істини — істину розуму й істину серця». З усіх філософів найяскравішим представником такого погляду служить Платон, і Гіляров зробив його центральним пунктом своїх занять філософією. У Платона, на його думку, філософський геній досяг найбільшої висоти; всі подальші системи були або переробленням вчення Платона, або еклектизмом з попередніх йому вченнь. Таке захоплення Платоном позначилося і на суто історичній праці Гілярова: «Грецькі софісти» (М., 1888, магістерська дисертація). Всупереч панівним поглядам, Гіляров думає, що Платон не поступається Арістотелю у достовірності своїх відомостей. Перекручувати звістки про софіста Платону не дозволяли ні загальні його погляди, ні звичайні його прийоми, і якщо відомості Платона про інших філософів, крім софістів, цілком достовірні, то чому ж думати, що про софістів він вигадував небилиці? У цій праці помітний поворот до визнання за метафізикою наукового значення. Істина, на його думку, лежить у суміщенні платонізму з вченням про розвиток. Докторська дисертація Гілярова носить заголовок «Джерела про софістів. Платон як історичний свідок» (Київ, 1891). У 1901 р. Гіляров видав твір «Передсмертні думки XIX століття у Франції», в якому він, на підставі найбільших літературних творів, малює дуже непривабливу картину сучасного побудови Франції; в останній главі він, втім, вказує і на ознаки одужання.

## Наукові інтереси
Коло наукових інтересів вченого було надзвичайно широке. До нього входили філософія, історія філософії, яку він відокремлював від основних філософських дисциплін, психологія, літературознавство, хімія. Спираючись на студії з античної філософії, передусім платонізму, а також дослідження в різних сферах наук і культури, Гіляров виробив власне філософське вчення, яке він назвав «синехологічним спіритуалізмом» (від грецького слова «пов'язуючий»). Центральна ідея цього вчення — ідея загальної єдності. У його вченні всесвіт постає як одухотворений організм, жива система, в якій кожен член існує для цілого і ціле — для кожного члена. Відповідно, філософ намагався системно досліджувати всесвіт.

## Педагог
Гіляров у Київському університеті створив блискучу школу філософів і психологів. До їхнього кола належали В. Асмус та Г. Якубаніс, які стали видатними дослідниками історії античної філософії, Василь Зеньковський — один із представників російської релігійної філософії, педагог і психолог Павло Блонський.
Серед учнів Гілярова були й видатні діячі української науки та культури: Густав Шпет, Микола Холодний. Його лекції слухав Іван Огієнко. Збереглися філософські лекції Гілярова, законспектовані Огієнком. Продовжувачем Гілярова також став Дмитро Чижевський (1894—1977) — видатний український філософ і славіст.
Академік О. Гіляров помер 7 грудня 1938 р. Похований на Байковому цвинтарі.

На пам'ятнику був такий напис:
|  | «В борьбе за правду, идеал Держал ты честно знамя долга, Служил добру и завещал Нам память светлую надолго». |

Пам'ятник зник в 1996 році, могила зруйнована.

## «Utis» («Ніхто»)
На дверях квартири професора Олексія Гілярова замість прізвища і регалій було написано «Utis» (з грец. Ούτις — «ніхто»). Саме так Одіссей назвався Поліфему.
Історія надпису пов'язана з одним випадком, який стався 1904 року. Тоді син професора Сергій випадково побачив на одній із подільських кам'яниць мідну табличку: «Олексій Микитович Гіляров, професор Університету Св. Володимира». Він засмутився через те, що батько приховує від родини інший будинок. Однак професор нічого не знав про це. Олексій Гіляров пішов дізнатись про причини використання його імені. Як з'ясувалось, у квартирі мешкала єврейська сім'я. Там пояснили, що виготовили табличку, щоб врятуватись від погрому. І дійсно погромники оминули їхній дім. Тоді професор дозволив їм лишити табличку. Натомість на своїх дверях змінив надпис на «Utis».